# Amt Schildesche
Das Amt Schildesche war ein Amt im Kreis Bielefeld im Regierungsbezirk Minden der preußischen Provinz Westfalen. Es bestand von 1843 bis 1930. Seine Gemeinden gehören heute zu den Bielefelder Stadtbezirken Schildesche, Heepen und Jöllenbeck. Die historischen Vorgänger des Amtes waren die Vogtei Schildesche und der Kanton Schildesche.

## Vorgeschichte

### Die Vogtei Schildesche
Bis 1806 existierte im Gebiet um Schildesche die Vogtei Schildesche im Amt Sparrenberg der Grafschaft Ravensberg, die seit dem 17. Jahrhundert zu Preußen gehörte. Als große und bedeutende Vogtei besaß die Vogtei Schildesche einen Amtmann an ihrer Spitze und wurde daher in zeitgenössischen Darstellungen auch als Amtsvogtei oder Amtsdistrikt bezeichnet. Zur Vogtei Schildesche gehörten das Kirchspiel Jöllenbeck mit dem Kirchdorf Oberjöllenbeck sowie den Bauerschaften Diebrock, Eickum, Laar und Niederjöllenbeck sowie das Kirchspiel Schildesche mit dem Wigbold Schildesche, den Bauerschaften Brake, Gellershagen, Schildesche, Theesen und Vilsendorf, dem Stift Schildesche sowie den adligen Gütern Brodhagen, Hausheide und Stedefreund. Im Jahr 1799 hatte die Vogtei bzw. das Amt 10.364 Einwohner.

### Der Kanton Schildesche
Nachdem die Grafschaft Ravensberg 1807 an das Königreich Westphalen gefallen war, wurden neue Verwaltungsstrukturen nach französischem Vorbild geschaffen. Im Distrikt Bielefeld des Departements der Weser wurde der Kanton Schildesche gebildet, der im Jahre 1808 8.890 Einwohner hatte. Der Kanton umfasste das Gebiet der alten Vogtei bis auf die beiden Jöllenbecker Gemeinden, die zum Kanton Werther kamen. 1808 wurde der Kanton in zwei Munizipalitäten mit Sitz in Schildesche und Diebrock untergliedert.
Nach der Annexion großer Teile Norddeutschlands durch Napoleon Bonaparte im Jahre 1811 verlief die neue Staatsgrenze zwischen dem Königreich Westphalen und dem Kaiserreich Frankreich quer durch den Kanton Schildesche entlang des Johannisbachs. Dadurch kam es zu umfangreichen Änderungen der Verwaltungsgliederung:
- Im Königreich Westphalen wurde wieder ein Kanton Schildesche, nun aber mit vollkommen neuen Grenzen, gebildet. Zum Kanton gehörten nunmehr alle südlich des Johannisbachs gelegenen Teile von Dorf, Stift und Bauerschaft Schildesche sowie Milse, Gellershagen, Babenhausen, Großdornberg, Kirchdornberg, Niederdornberg, Isingdorf und das Gut Uerentrup. Die Einteilung des Kantons in zwei Munizipalitäten wurde wieder aufgehoben. In seiner neuen Form hatte er im Jahre 1811 6.682 Einwohner und gehörte nun zum Departement der Fulda.[6]

- Im nördlich des Johannisbachs gelegenen Teil des alten Kantons wurden Brake, Theesen, Vilsendorf und der nördliche Teil der Bauerschaft Schildesche zur Mairie Schildesche zusammengefasst, die zum Kanton Enger im Distrikt Minden des französischen Départements der oberen Ems gehörte und 2.789 Einwohner hatte. Laar, Eickum, Diebrock und Stedefreund kamen zur Mairie Herford im Kanton Enger.[7]

Nach dem Ende der Franzosenzeit fiel das Ravensberger Land 1813 wieder an Preußen. 1816 wurden im Regierungsbezirk Minden der Provinz Westfalen der Kreis Bielefeld gebildet. Der Kanton und die Mairie von 1811 wurden wieder vereinigt und bildeten nun den Verwaltungsbezirk Schildesche, der auch als Bürgermeisterei Schildesche bezeichnet wurde.

## Das Amt Schildesche
Mit der Einführung der Westfälischen Landgemeindeordnung im Dezember 1843 das Amt Schildesche gebildet, das den Verwaltungsbezirk Schildesche ohne die Gemeinden des Kirchspiels Dornberg umfasste. Zum 23. Juli 1845 wurden auch die einzelnen Dörfer und Bauerschaften durchgängig als eigenständige Gemeinden konstituiert. Das Amt Schildesche bestand seitdem aus den folgenden sieben Gemeinden:
- Brake
- Gellershagen
- Milse
- Schildesche (Dorf, Amtssitz)
- Schildesche Bauerschaft (auch Altenschildesche genannt)
- Theesen
- Vilsendorf

1893 wurde Milse in das benachbarte Amt Heepen umgegliedert. Bis 1922 wurde das benachbarte Amt Jöllenbeck vom Amtmann des Amtes Schildesche mitverwaltet. 1930 kam es zu einer umfangreichen kommunalen Neuordnung:
- Das Dorf Schildesche wurde bis auf einige Parzellen, die an Vilsendorf fielen, nach Bielefeld eingemeindet.
- Von Schildesche Bauerschaft wurde das Sudbrackgebiet nach Bielefeld eingemeindet. Der Rest der Bauerschaft fiel an Vilsendorf und Brake.
- Gellershagen wurde bis auf einen Gebietsteil, der an Babenhausen fiel, nach Bielefeld eingemeindet.
- Theesen und Vilsendorf wurden ins Amt Jöllenbeck umgegliedert.
- Brake wurde ins Amt Heepen umgegliedert.
- Das Amt Schildesche wurde aufgelöst. Sein Rechtsnachfolger wurde die vergrößerte Stadt Bielefeld.

Heute bildet das Kerngebiet des ehemaligen Amtes Schildesche in Bielefeld den Stadtbezirk Schildesche. Theesen und Vilsendorf gehören zum Stadtbezirk Jöllenbeck, während Brake und Milse zum Stadtbezirk Heepen gehören.

## Einwohnerentwicklung
| Jahr | Einwohner | Quelle |
| ---- | --------- | ------ |
| 1843 | 08.035    | [ 16 ] |
| 1864 | 08.022    | [ 17 ] |
| 1885 | 09.641    | [ 18 ] |
| 1910 | 18.913    | [ 19 ] |

## Kirchliche Zugehörigkeit
Das Amt Schildesche war bis auf Milse, das zum Kirchspiel Heepen gehörte, weitgehend deckungsgleich mit dem Kirchspiel Schildesche. Die Schildescher Stiftskirche war die Pfarrkirche des Kirchspiels.